# Cinnamomum longipetiolatum
Cinnamomum longipetiolatum là loài thực vật có hoa trong họ Nguyệt quế. Loài này được H.W.Li miêu tả khoa học đầu tiên năm 1975.